# Stazione di Reggio Calabria Aeroporto
La stazione di Reggio Calabria Aeroporto è una fermata ferroviaria posta sulla linea Taranto-Reggio Calabria. Serve l'aeroporto di Reggio Calabria e i quartieri limitrofi di Ravagnese e San Gregorio. È operativa dal 2013.

## Movimento
La stazione è servita dai treni del servizio ferroviario suburbano di Reggio Calabria.

## Galleria d'immagini

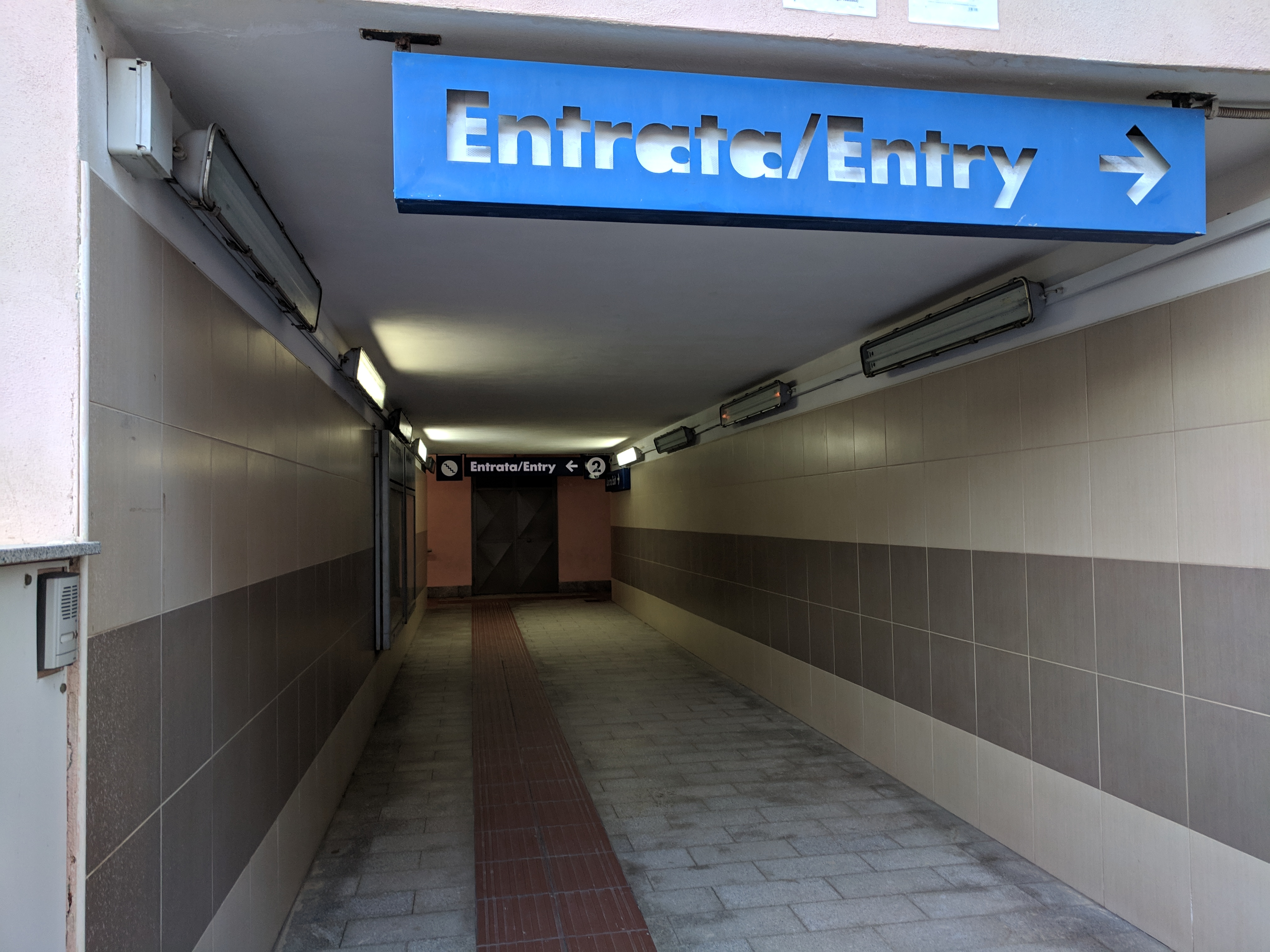
Ingresso sottopassaggio
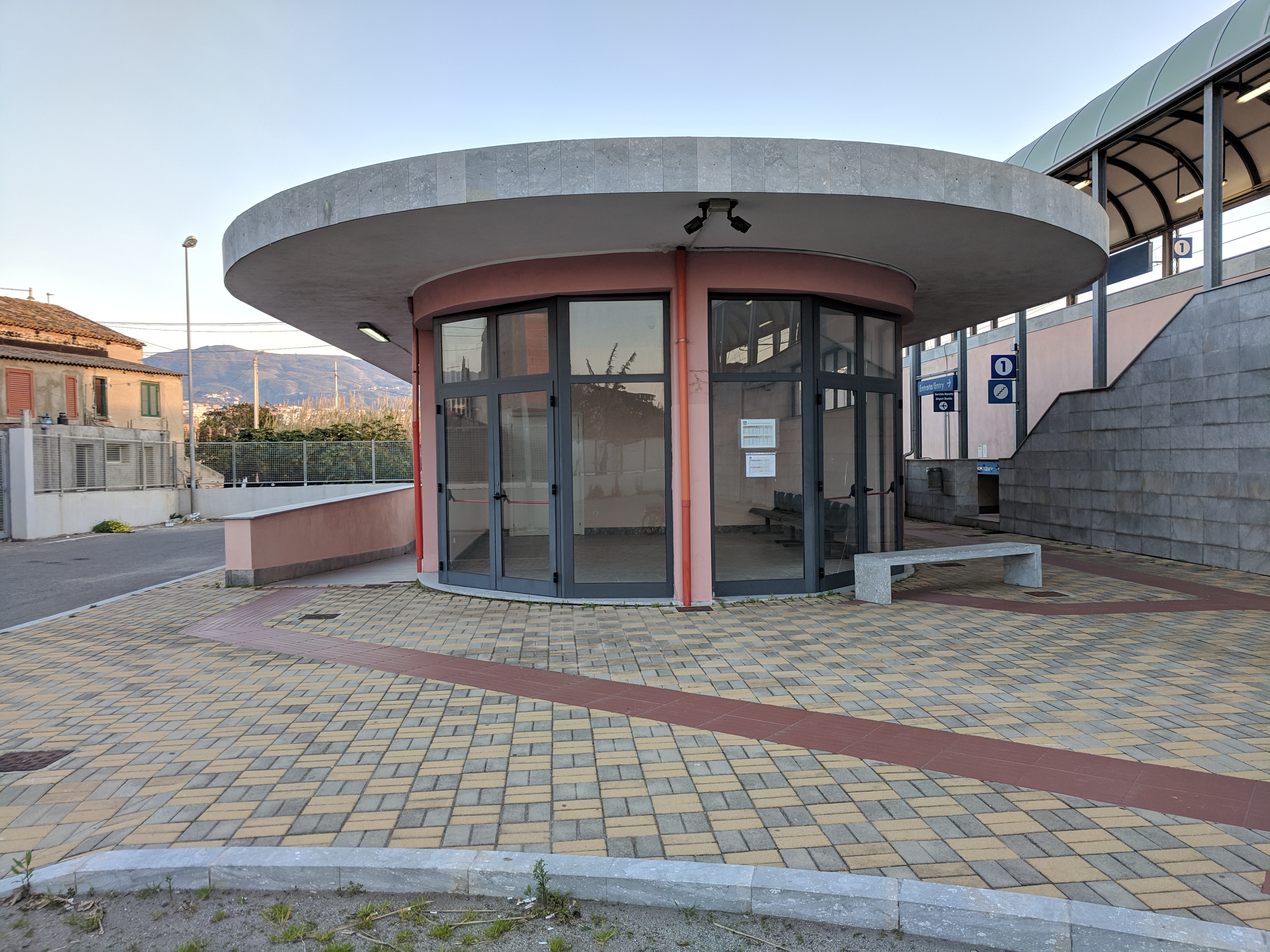
Sala d'attesa

## Terminal marittimo
Precedentemente, a pochi metri dalla località dove sarebbe sorta la stazione, è stato attivo un pontile servito dagli aliscafi impiegati sul collegamento Messina-Aeroporto dello Stretto. Sia a causa del ridotto numero di passeggeri sia per la scomodità del terminal (che, come la stazione, dista circa 2 chilometri dall'ingresso dell'aeroporto), la tratta è stata soppressa e tutti i traghetti spostati sul porto di Reggio Calabria. Il pontile, ancora esistente, versa tuttora in uno stato di abbandono. I vecchi orari dei traghetti sono consultabili nell'archivio orari ufficiali presente sul sito web di Fondazione FS Italiane.

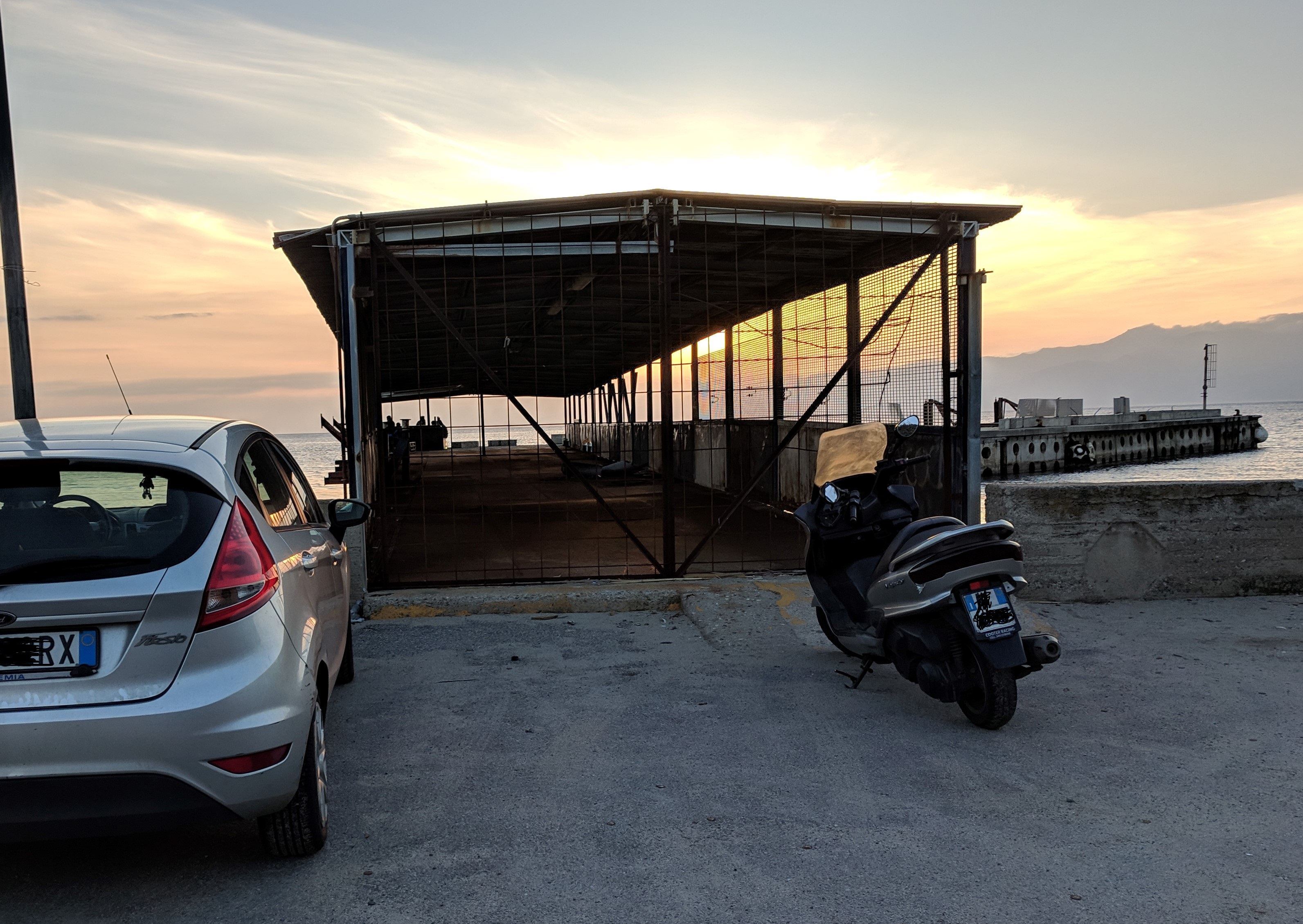
Ingresso pontile
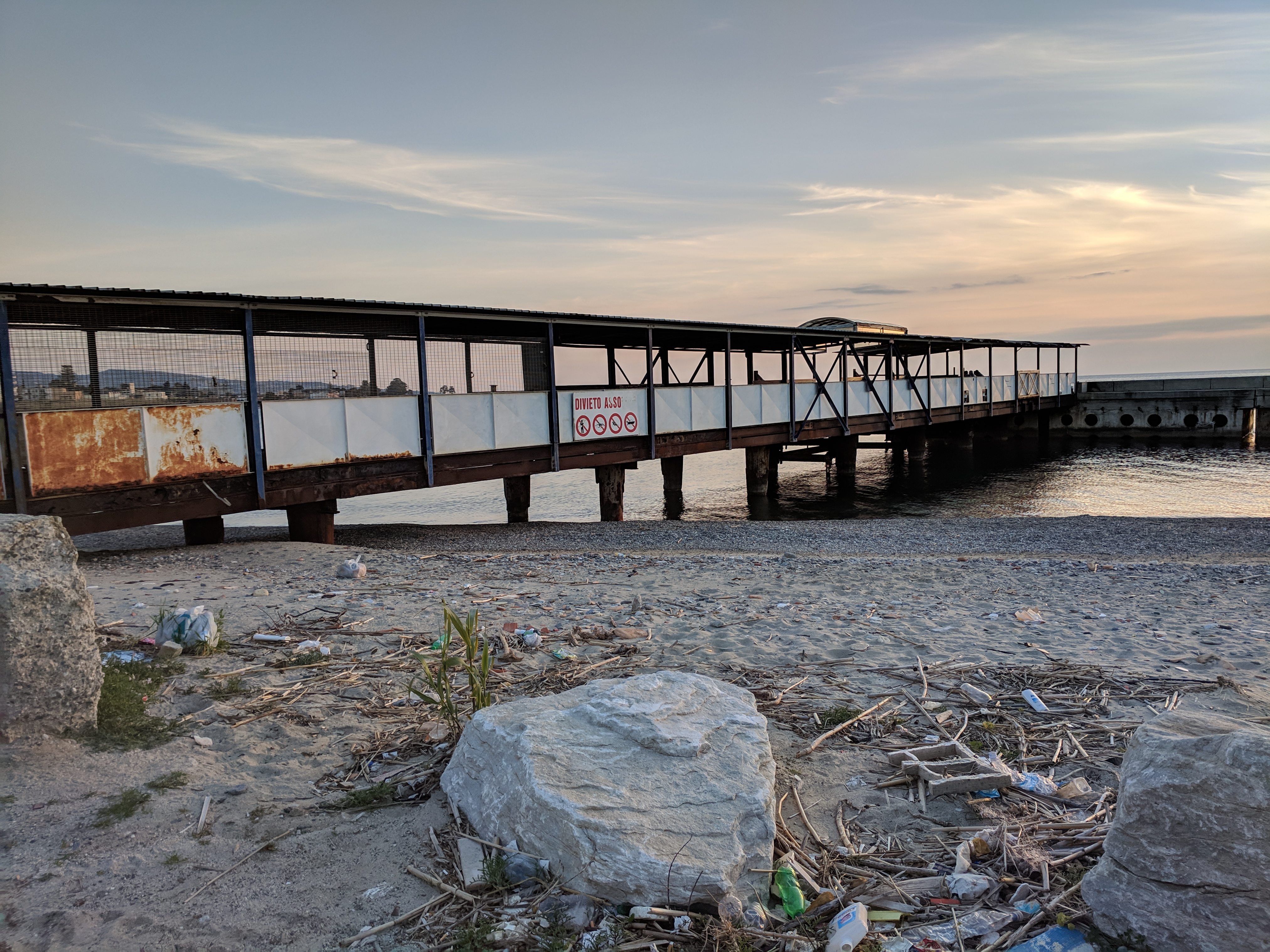
Vista pontile di lato
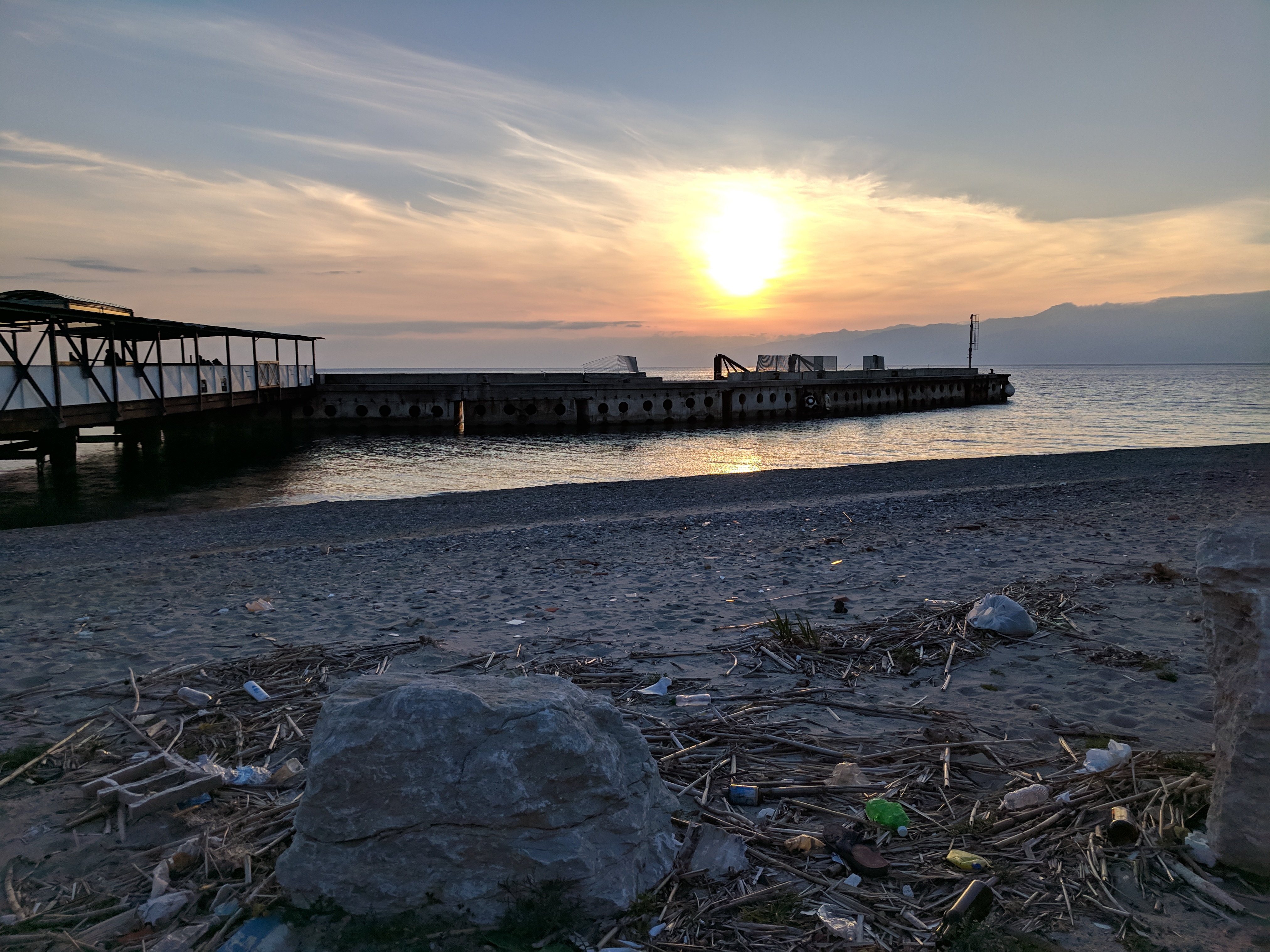
Altra vista del pontile